# Juan Emiliano Carulla
Juan Emiliano Carulla (Villaguay, 20 de julio de 1888-Villaguay, 20 de noviembre de 1968) fue un médico, y político nacionalista argentino.
En sus primeros años, Carulla era un partidario del anarquismo, pero eso iba a cambiar después de un viaje a Europa, durante la Primera Guerra Mundial. Carulla se alistó en el Ejército Francés en el área médica y durante su servicio se convenció de que la izquierda política no había hecho nada para ayudar al esfuerzo de guerra, llevando a su abandono del anarquismo. Mientras estuvo en Francia se convirtió en un firme defensor de Action française y esto fue decisivo en sus opiniones políticas, cuando regresó a su tierra natal.
En Argentina se asoció con los seguidores de Leopoldo Lugones y, junto con los gustos de Rodolfo Irazusta, ayudó a fundar y editar la revista La Nueva República (LNR) en 1927. También produjo su propia revista Bandera Argentina que, entre otras cosas, ayudó a una campaña fuerte contra el sufragio femenino, desestimándola como "una locura". En sus memorias, admitió que esa revista había recibido asistencia de la Embajada germana. Su obra con LNR fue fundamental para el desarrollo de la Argentina a favor del establecimiento de una extrema derecha ya que representaba una ruptura con el viejo tradicionalismo, y un nuevo endoso de corporativismo y un nacionalismo fascista.
Junto con Rodolfo y Julio Irazusta, Carulla pidió al derechista general José Félix Uriburu para liderar un golpe contra el gobierno liberal de Hipólito Yrigoyen en 1927. El general se negó en ese momento, pero lo hizo en 1930, formando una nueva dictadura de derecha, donde Carulla tuvo influencias. Formó parte de la élite de Charles Maurras, junto a los hermanos Irazusta, Ernesto Palacio, Bruno Jacovella, y otros, que tomó la pluma en defensa del nuevo régimen y suministró con eficacia una ideología. Cerulla en particular, tenía una influencia fuerte y era él quien estaba detrás de la idea de fusionar todos los partidarios de Uriburu en un grupo de milicianos, la Legión Cívica Argentina, bajo el gobierno del general, una medida que fue considerada como fundamental en la fascinación de Uriburu.
Le interesaba firmemente las implicaciones culturales del idioma castellano, y en su libro Genio de la Argentina  (1943) escribió que el lenguaje común forma una sólida base para una estrecha relación con España, avalando así las ideas de Hispanidad defendido por Manuel Gálvez. También fue un duro crítico de la democracia, argumentando que era un producto de la Revolución Francesa, que era ajena e irrelevante para países de habla hispana que, sostuvo, requiere gobiernos con autoritarismo. También creía en la importancia de la familia y miró hacia Francisco Franco en su deseo de establecer una 'juvenil Falange' en el que los jóvenes ariostocratizantes, se organizaron a disposición del gobierno.

## Obras
- Genio de la Argentina, 1943.